# NGC 1723
NGC 1723 ist eine Balken-Spiralgalaxie vom Hubble-Typ SBa im Sternbild Eridanus am Südsternhimmel. Sie ist schätzungsweise 162 Millionen Lichtjahre von der Milchstraße entfernt und hat einen Durchmesser von etwa 125.000 Lj.
Im selben Himmelsareal befinden sich u. a. die Galaxien NGC 1721, NGC 1725, NGC 1728.
Das Objekt wurde am 12. Januar 1882 von Ernst Wilhelm Leberecht Tempel entdeckt.